# Agustín Lara
Agustín Lara (nome completo Ángel Agustín María Carlos Fausto Mariano Alfonso Rojas Canela del Sagrado Corazón de Jesús Lara y Aguirre del Pino) (Tlacotalpan, 30 ottobre 1900 – Città del Messico, 6 novembre 1970) è stato un compositore e cantante messicano.
Fu compositore e interprete di canzoni e bolero, considerato tra i più popolari del suo tempo e nel suo genere. Era conosciuto anche con il soprannome di El Flaco de Oro. Le sue canzoni più note sono state interpretate da tenori quali Plácido Domingo, José Carreras, e Luciano Pavarotti e da cantanti di musica leggera quali Frank Sinatra, Frankie Laine e Caterina Valente.

## Carriera
La sua prima composizione fu Marucha, scritta in onore di uno dei suoi primi amori. Nel 1927 stava già lavorando nei cabaret e si trasferì temporaneamente a Puebla fino al 1929. In quell'anno iniziò a lavorare, come compositore e accompagnatore, per il tenore Juan Arvizu . Nel settembre del 1930 iniziò la sua carriera di grandi successi alla radio, allo stesso tempo recitava e componeva canzoni per diversi film, tra i quali Santa (1932).
La sua prima tournée a Cuba  (nel 1933) fu un insuccesso a causa delle agitazioni politiche nell'isola, ma i successivi tour in America del sud e le nuove composizioni non fecero che accrescere la sua fama: Solamente una Vez, Veracruz, Guitarra Guajira/Palmera, Tropicana e  Pecadora. Furono celebri anche le sue storie d'amore con diverse donne, tra le quali María Félix, che sposò e per la quale compose, tra l'altro, María Bonita, Aquel Amor e Noche de ronda.
In Spagna era molto conosciuto nei primi anni '40 e nel 1965 il Caudillo spagnolo Francisco Franco gli regalò una splendida casa a Granada quale apprezzamento per le canzoni che aveva dedicato a varie città spagnole: Toledo, Granada, Sevilla, Madrid.
Ricevette onorificenze in varie parti del mondo.
Nel 1968 la sua salute conobbe un rapido declino e una frattura del bacino peggiorò ulteriormente le sue condizioni conducendolo presto alla morte. Agustín Lara fu sepolto per ordine presidenziale nella Rotonda degli Uomini Illustri del Panteón de Dolores a Città del Messico. Le sue composizioni (tra 162 e 600 a seconda delle stime) sono state cantate per decenni da interpreti di tutto il mondo.

## Le canzoni
Ha composto tra le altre: Adiós Nicanor, Amor de mis amores, Arrancame la vida, Aventurera, Como dos puñales, La cumbancha, Escarcha, Cabellera blanca, Farolito, Granada, Cuerdas de mi guitarra, Oye la marimba, Humo en los ojos, Lágrimas de sangre, Lamento jarocho, María Bonita, Mujer, Noche criolla, Noche de ronda, Oración caribe, Palabras de mujer, Pecadora, Piensa en mí, Revancha, Rival, Rosa, Santa, Señora tentación, Solamente una vez, Te vendes, Veracruz.

## Interpreti
Alcuni dei più noti interpreti delle sue canzoni:
- Nat King Cole
- Hermanas Águila
- Juan Arvizu
- Andrea Bocelli
- Rodrigo de la Cadena
- Chela Campos
- Luz Casal
- Néstor Mesta Chaires[4]
- Bing Crosby
- Plácido Domingo
- Dyango
- Vicente Fernández
- Alejandro Fernández
- Lola Flores
- Juan Diego Flórez
- Angela Gheorgiu
- Julio Iglesias
- Pedro Infante
- Alfredo Kraus
- Frankie Laine
- Mario Lanza
- Al Martino
- Luis Miguel
- Amparo Montes
- José Mujica
- Graciela Naranjo
- Fito Páez
- Trío Los Panchos
- Jan Peerce
- Elvira Ríos
- Daniel Santos
- John Serry
- Frank Sinatra
- Javier Solís
- Toña la Negra
- Caterina Valente
- Chavela Vargas
- Pedro Vargas
- Caetano Veloso
- Fritz Wunderlich
- Lucía Mendéz
- Tito Schipa
- Carlo Maria Cantoni
- Claudio Villa
- Luciano Tajoli
- Alberto Rabagliati
- Luciano Virgili
- Nilla Pizzi